# Freddie Young
Frederick « Freddie » Archibald Young était un directeur de la photographie et réalisateur anglais, né le 9 octobre 1902 à Londres (Angleterre), où il est mort le 1er décembre 1998. 
Il est l'un des huit membres fondateurs de la British Society of Cinematographers (BSC) et son premier président de 1949 à 1952 (il exercera un second mandat de 1957 à 1960).

## Biographie
Freddie Young (le plus souvent crédité sous ce diminutif) débute au cinéma en 1922 comme deuxième assistant opérateur, puis devient chef opérateur en 1928.  Il entame avec le réalisateur Herbert Wilcox une collaboration qui se poursuit jusqu'en 1939, année où sort un de ses films les plus connus, Au revoir Mr. Chips de Sam Wood.
Au cours de sa longue carrière, de 1922 à 1984, il contribue à plus de cent-vingt films — britanniques majoritairement, mais également américains, sans compter plusieurs coproductions.
Il travaille ainsi aux côtés du réalisateur David Lean sur Lawrence d'Arabie (1962), Le Docteur Jivago (1965) et La Fille de Ryan (1970), films grâce auxquels il gagne trois fois l'Oscar de la meilleure photographie. Outre deux autres nominations à cet Oscar, il reçoit aussi quatre nominations au British Academy Film Award de la meilleure photographie, entre autres pour Lord Jim (1965) de Richard Brooks et La Fille de Ryan.
Parmi les autres réalisateurs qu'il côtoie, on peut citer entre autres George Cukor (La Croisée des destins en 1956), John Ford (Mogambo en 1953), Lewis Gilbert (On ne vit que deux fois en 1967), Michael Powell (49e Parallèle en 1941) et Richard Thorpe (Ivanhoé en 1952).
À  la télévision, Freddie Young contribue à cinq téléfilms comme directeur de la photographie entre 1970 et 1980 et à un seul comme réalisateur en 1984.
On lui doit un livre sur la technique photographique au cinéma, publié en 1972, et une autobiographie publiée en 1999, peu après sa mort survenue fin 1998, à 96 ans.

## Filmographie partielle
Note : Comme directeur de la photographie, sauf mention contraire.

### Cinéma
- 1922 : Rob Roy de W.P. Kellino  – deuxième assistant opérateur
- 1926 : The Flag Lieutenant de Maurice Elvey  – deuxième assistant opérateur
- 1928 : The Tonic d'Ivor Montagu
- 1928 : Daydreams d'Ivor Montagu
- 1930 : Canaries Sometimes Sing de Tom Walls
- 1930 : A Warm Corner de Victor Saville
- 1930 : Rookery Nook de Byron Haskin et Tom Walls
- 1931 : Up for the Cup de Jack Raymond
- 1931 : Carnival d'Herbert Wilcox
- 1931 : The Sport of Kings de Victor Saville
- 1932 : Le Danube bleu (The Blue Danube) d'Herbert Wilcox
- 1933 : That's a Good Girl de Jack Buchanan
- 1933 : La Petite Demoiselle (The Little Damozel) d'Herbert Wilcox
- 1934 : La Reine et le dictateur (The Queen's Affair) d'Herbert Wilcox
- 1934 : La Favorite du roi (Nell Gwyn) d'Herbert Wilcox
- 1935 : Tu m'appartiens (Escape Me Never), de Paul Czinner
- 1935 : Peg of Old Drury d'Herbert Wilcox
- 1936 : The Three Maxims d'Herbert Wilcox
- 1936 : Fame de Leslie S. Hiscott
- 1936 : Le Chanteur des rues (Limelight) d'Herbert Wilcox
- 1937 : La Reine Victoria (Victoria the Great) d'Herbert Wilcox
- 1937 : Sa plus belle chance (London Melody) d'Herbert Wilcox
- 1937 : Millions de Leslie S. Hiscott
- 1938 : Soixante années de règne (Sixty Glorious Years) d'Herbert Wilcox
- 1938 : A Royal Divorce de Jack Raymond
- 1939 : Au revoir Mr. Chips (Goodbye, Mr. Chips) de Sam Wood
- 1939 : Edith Cavell (Nurse Edith Cavell) d'Herbert Wilcox
- 1940 : Espionne à bord (Contraband) de Michael Powell et Emeric Pressburger
- 1941 : 49e Parallèle (49th Parallel) de Michael Powell
- 1942 : Le Jeune Monsieur Pitt (Young Mr. Pitt) de Carol Reed
- 1945 : César et Cléopâtre (Caesar and Cleopatra) de Gabriel Pascal
- 1946 : La Perle noire (Bedelia) de Lance Comfort
- 1947 : So Well Remembered d'Edward Dmytryk
- 1948 : L'Évadé de Dartmoor (Escape) de Joseph L. Mankiewicz
- 1948 : L'Affaire Winslow (The Winslow Boy) d'Anthony Asquith
- 1949 : Édouard, mon fils (Edward, My Son) de George Cukor
- 1949 : Guet-apens (Conspirator) de Victor Saville
- 1950 : L'Île au trésor (Treasure Island) de Byron Haskin
- 1951 : Le Retour de Bulldog Drummond (Calling Bulldog Drummond) de Victor Saville
- 1952 : Ivanhoé (Ivanhoe) de Richard Thorpe
- 1953 : Mogambo de John Ford
- 1953 : Cinq heures de terreur (Time Bomb) de Ted Tetzlaff
- 1953 : Les Chevaliers de la Table ronde (Knights of the Round Table) de Richard Thorpe
- 1954 : Voyage au-delà des vivants (Betrayed) de Gottfried Reinhardt
- 1955 : Boulevards de Paris (Bedevilled) de Mitchell Leisen
- 1956 : La Vie passionnée de Vincent van Gogh (Lust for Life) de Vincente Minnelli
- 1956 : Invitation à la danse (Invitation to the Dance) de Gene Kelly
- 1956 : La Croisée des destins (Bhowani Junction) de George Cukor
- 1956 : Au sud de Mombasa (Beyond Mombasa) de George Marshall
- 1957 : Miss Ba (The Barretts of Whimpole Street) de Sidney Franklin
- 1957 : Une île au soleil (Island in the Sun) de Robert Rossen
- 1957 : La Petite Hutte (The Little Hut) de Mark Robson
- 1958 : L'Affaire Dreyfus (I Accuse !) de José Ferrer
- 1958 : L'Auberge du sixième bonheur (The Inn of the Sixth Happiness) de Mark Robson
- 1958 : L'Inspecteur de service (Gideon's Day) de John Ford
- 1958 : Indiscret (Indiscreet) de Stanley Donen
- 1959 : Salomon et la Reine de Saba (Solomon and Sheba) de King Vidor
- 1959 : Cargaison dangereuse (The Wreck of the Mary Clare) de Michael Anderson – photographie additionnelle
- 1961 : Un si bel été (The Greengage Summer) de Lewis Gilbert
- 1961 : Gorgo d'Eugène Lourié
- 1962 : Lawrence d'Arabie (Lawrence of Arabia) de David Lean
- 1964 : La Septième Aube (The 7th Dawn) de Lewis Gilbert
- 1965 : Lord Jim de Richard Brooks
- 1965 : Rotten to the Core de John Boulting
- 1965 : Le Docteur Jivago (Doctor Zhivago) de David Lean
- 1966 : M.15 demande protection (The Deadly Affair) de Sidney Lumet
- 1967 : On ne vit que deux fois (You Only Live Twice) de Lewis Gilbert
- 1969 : Davey des grands chemins (Sinful Davey) de John Huston
- 1969 : La Bataille d'Angleterre (Battle of Britain) de Guy Hamilton
- 1970 : La Fille de Ryan (Ryan's Daughter) de David Lean
- 1971 : Nicolas et Alexandra (Nicholas and Alexandra) de Franklin J. Schaffner
- 1973 : Luther de Guy Green
- 1974 : Top Secret (The Tamarind Seed) de Blake Edwards
- 1975 : La Trahison (Permission to Kill) de Cyril Frankel
- 1976 : L'Oiseau bleu (The Blue Bird) de George Cukor
- 1978 : Stevie de Robert Enders
- 1979 : Liés par le sang (Bloodline) de Terence Young
- 1980 : Le lion sort ses griffes (Rough Cut) de Don Siegel
- 1980 : Richard's Things d'Anthony Harvey

### Télévision

#### Séries télévisées
- 1960 : Macbeth : Hallmark Hall of Fame (Saison 10, épisode 2)
- 1979 : Ike

#### Téléfilms
- 1974 : Les Grandes Espérances (Great Expectations) de Joseph Hardy
- 1977 : L'Homme au masque de fer (The Man in the Iron Mask) de Mike Newell
- 1980 : Ike, l'épopée d'un héros ou Ike, les années de guerre (Ike : The War Years) de Boris Sagal et Melville Shavelson (version courte du feuilleton Ike diffusé en 1979)
- 1984 : Arthur's Hallowed Ground  – en tant que réalisateur

## Distinctions
- Officier dans l'ordre de l'Empire britannique (OBE)

### Récompenses
- Golden Globe de la meilleure photographie 1963, catégorie couleur, pour Lawrence d'Arabie.
- Oscar de la meilleure photographie :
  - 1963 : Lawrence d'Arabie (catégorie couleur) ;
  - 1966 : Le Docteur Jivago (catégorie couleur) ;
  - 1971 : La Fille de Ryan.
- 1996 : médaille du centenaire de la Royal Photographic Society[1]

### Nominations
- British Academy Film Award de la meilleure photographie :
  - 1965 : La Septième Aube  (catégorie couleur) ;
  - 1966 : Lord Jim  (catégorie couleur)  ;
  - 1968 : M.15 demande protection  (catégorie couleur)  ;
  - 1971 : La Fille de Ryan.
- Oscar de la meilleure photographie :
  - 1953 : Ivanhoé (catégorie couleur) ;
  - 1972 : Nicolas et Alexandra.